# Nerl (Kljazma)
De Nerl (Russisch: Нерль) is een 284-kilometer lange linkerzijrivier van de Kljazma in de oblasten Jaroslavl, Ivanovo en Vladimir in het Europese deel van Rusland. De rivier kent een gemengde aanvoer, waarvan het grootste deel bestaat uit sneeuw en is bevroren van november, december tot april. De belangrijkste zijrivier is de Oechtoma.
De rivier ontspringt in de oblast Jaroslavl en mondt uit in de Kljazma nabij de stad Vladimir. De rivier is onbevaarbaar en is op een aantal plaatsen afgedamd. In de bovenloop stroomt de Nerl door een hoog heuvelachtig gebied, dat bedekt is met naaldbossen en gemengde bossen. In de middenloop verdwijnt het bos geleidelijk en nabij de monding stroomt ze door een open madelandschap.
Nabij de monding bevindt zich Bogoljoebovo, de vroegere zetel van vorst Andrej Bogoljoebski. Ook bevindt zich hier de 12e-eeuwse Kerk van de Bescherming van de Moeder Gods aan de Nerl (ook Pokrov aan de Nerl genoemd); een van de belangrijkste overblijfselen van de oud-Russische bouwkunst.

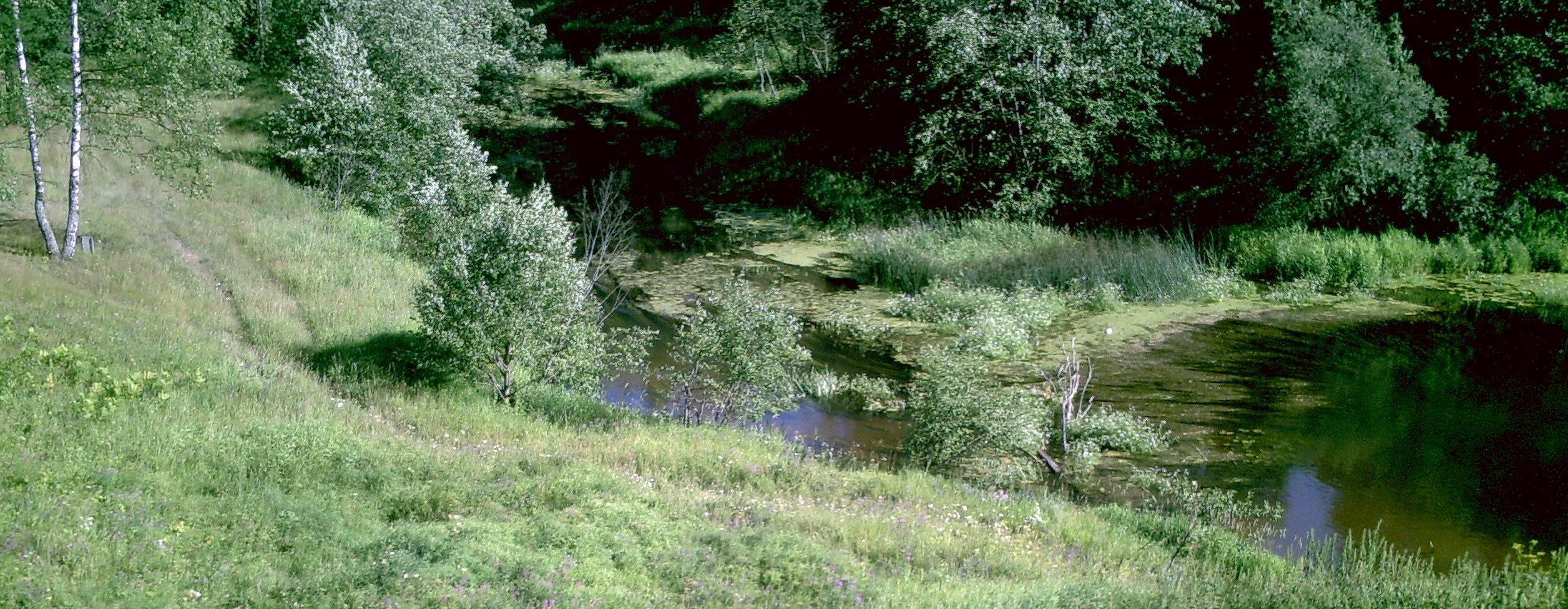
Gezicht op de Nerl vanaf de spoorlijn Moskou-Jaroslavl nabij het dorp Itlar